# 2012年1月

## 1月1日
- 阿塞拜疆、危地马拉、摩洛哥、巴基斯坦和多哥成为联合国安理会新接纳的非常任理事国。德国之声（页面存档备份，存于）

## 1月3日
- 在“巴以和谈”中断16个月后，巴勒斯坦和以色列双方代表在约旦首都安曼举行首次会谈。中国新闻网（页面存档备份，存于）
- 鳳飛飛逝世。

## 1月5日
- 美国总统奥巴马在五角大楼与国防部长帕内塔和参谋长联席会议主席邓普西一道举行了记者会，公布了一份题为《维持美国的全球领导地位：21世纪国防的优先任务》的新军事战略报⑵告。新华网（页面存档备份，存于）

## 1月9日
- 马来西亚吉隆坡高等法院对前副总理、国会反对党领袖安瓦尔·易卜拉欣涉嫌鸡奸案作出判决，裁定其无罪。搜狐（页面存档备份，存于）

## 1月11日
- 美国路易斯安那州立大学的研究人员宣布在巴布亚新几内亚发现世界上已知体型最小的脊椎动物阿马乌童蛙。网易（页面存档备份，存于）

## 1月13日
- 第一届冬季青年奥林匹克运动会在奥地利因斯布鲁克开幕，将有来自70个国家和地区的1000多名运动员参加。腾讯网（页面存档备份，存于）
- 依據總統吳登盛日前簽署的大赦令，緬甸政府釋放了651名被判刑人員，其中包括一直被軟禁在家的前總理欽紐，政治犯敏哥奈、觉明余、妮拉婷、甘比拉、吴昆吞乌、拉拉溫等。新华网（页面存档备份，存于） BBC中文网（页面存档备份，存于）
- 歌诗达协和号邮轮在意大利吉利奥岛触礁搁浅，造成至少5人死亡、15人失踪。凤凰网（页面存档备份，存于）

## 1月14日
- 中华民国现任总统、中国国民党主席马英九在总统选举中获胜得以连任；中国国民党在立法委员选举中获得立法院过半数的议席。BBC（页面存档备份，存于）美国之音（页面存档备份，存于）

## 1月15日
- 第69届美国电影电视金球奖在洛杉矶贝弗利希尔顿酒店举行颁奖典礼。黑白默片《艺术家》和家庭伦理片《后人》分获最佳音乐或喜剧片和最佳剧情片。新华网 Archive.today的存檔，存档日期2013-04-28

## 1月17日
- 美国政府首次确认曾雇佣利比里亚前独裁总统查尔斯·泰勒作间谍。新华网（页面存档备份，存于）
- 美国雅虎公司联合创始人杨致远辞去雅虎董事会董事及其他所有公司职务。新华网（页面存档备份，存于）

## 1月18日
- 包括維基百科英文網站，谷歌美國網站主頁等全球超過7000家網站用“黑屏”的方式抗議美國國會計劃出臺的《網絡反盜版法案》和《保護知識產權法案》。新华网（页面存档备份，存于）

## 1月19日
- 自 2005 年開站的檔案分享網站 Megaupload，被FBI以擁有大量的侵犯著作權檔案為由強制關站，已經有7名員工在紐西蘭被逮捕。BBC（页面存档备份，存于）、nownews（页面存档备份，存于）
- 美国伊士曼柯达公司宣布已在纽约申请破产保护。新华网（页面存档备份，存于）

## 1月20日
- 尼日利亚伊斯兰极端组织博科圣地在卡诺州首府卡诺市制造多起炸弹爆炸事件，造成至少186人死亡。新华网1 新华网2 Archive.today的存檔，存档日期2013-04-28中国新闻网（页面存档备份，存于）

## 1月21日
- 埃及最高选举委员会公布议会选举结果，伊斯兰政治团体穆斯林兄弟会领导的自由与正义党取得超过47%的席位，成为最大赢家。BBC中文网（页面存档备份，存于）

## 1月22日
- 克罗地亚就是否加入欧盟举行全民公投，超过66%的投票者支持加入欧盟，这意味着克罗地亚加入欧盟的决定在全民公投中获得通过。美国之音
- 第一届冬季青年奥林匹克运动会在奥地利因斯布鲁克闭幕，德国代表团以8块金牌的成绩名列金牌榜首位。搜狐（页面存档备份，存于）

## 1月23日
- 欧盟外长会议在比利时首都布鲁塞尔举行，会议通过了针对伊朗核问题的石油禁运令。新华网（页面存档备份，存于）

## 1月24日
- 埃及武装部队最高委员会主席穆罕默德·侯赛因·坦塔维宣布从次日开始部分解除施行30年的紧急状态，同时再次承诺向文官政府移交权力。新华网
- 日本财务省公布的数据显示，日本2011年全年录得贸易赤字，为31年来首次。和讯

## 1月26日
- 欧盟及其22个成员国签署《反仿冒贸易协定》，此举在波兰引发大规模的民众抗议活动。搜狐（页面存档备份，存于）搜狐（页面存档备份，存于）

## 1月27日
- 南苏丹宣布将从1月28日开始全面停止石油生产。BBC中文网（页面存档备份，存于）
- 西班牙航空公司由于企业财务状况每况愈下，出于安全考虑，决定停止运营。新华网（页面存档备份，存于）

## 1月28日
- 由于叙利亚暴力冲突升级，阿拉伯国家联盟决定暂时中止在叙利亚的观察团行动。新华网（页面存档备份，存于）
- 白俄罗斯选手维多利亚·阿扎伦卡获得2012年澳大利亚网球公开赛女单比赛的冠军。新华网 Archive.today的存檔，存档日期2013-04-28

## 1月29日
- 塞尔维亚选手诺瓦克·德约科维奇获得2012年澳大利亚网球公开赛男单比赛的冠军。搜狐（页面存档备份，存于）
- 在加拿大卡尔加里举行的2012年世界速滑短距离锦标赛女子500米比赛中，于静以36秒94的成绩夺得冠军，并打破该项目世界纪录。新华网
- 在瑞士达沃斯召开的世界经济论坛闭幕。会议中，“欧债危机”成为各方讨论的焦点，但分析普遍认为，此次论坛对推动危机的解决收效甚微。新华网 Archive.today的存檔，存档日期2013-04-28

## 1月31日
- 433號小行星愛神星與地球進行1975年以來最親密的近距離接觸。距離最近時，二者之間的距離為16608000英裡（約合26729000公裡）左右，是地月平均距離的大約70倍。人民网